# Toxiclionella elstoni
Toxiclionella elstoni is een slakkensoort uit de familie van de Clavatulidae. De wetenschappelijke naam van de soort is voor het eerst geldig gepubliceerd in 1962 door Barnard.